# Movimento pela unificação da Romênia e Moldávia
| |  |  |
| Imagem à esquerda: A união potencial da Romênia e da Moldávia, incluindo a Transnístria, como é exigido pelos unionistas Imagem à direita: Uma união potencial em exclusão da Transnístria, também chamado de "plano Belkovsky" |  |  |

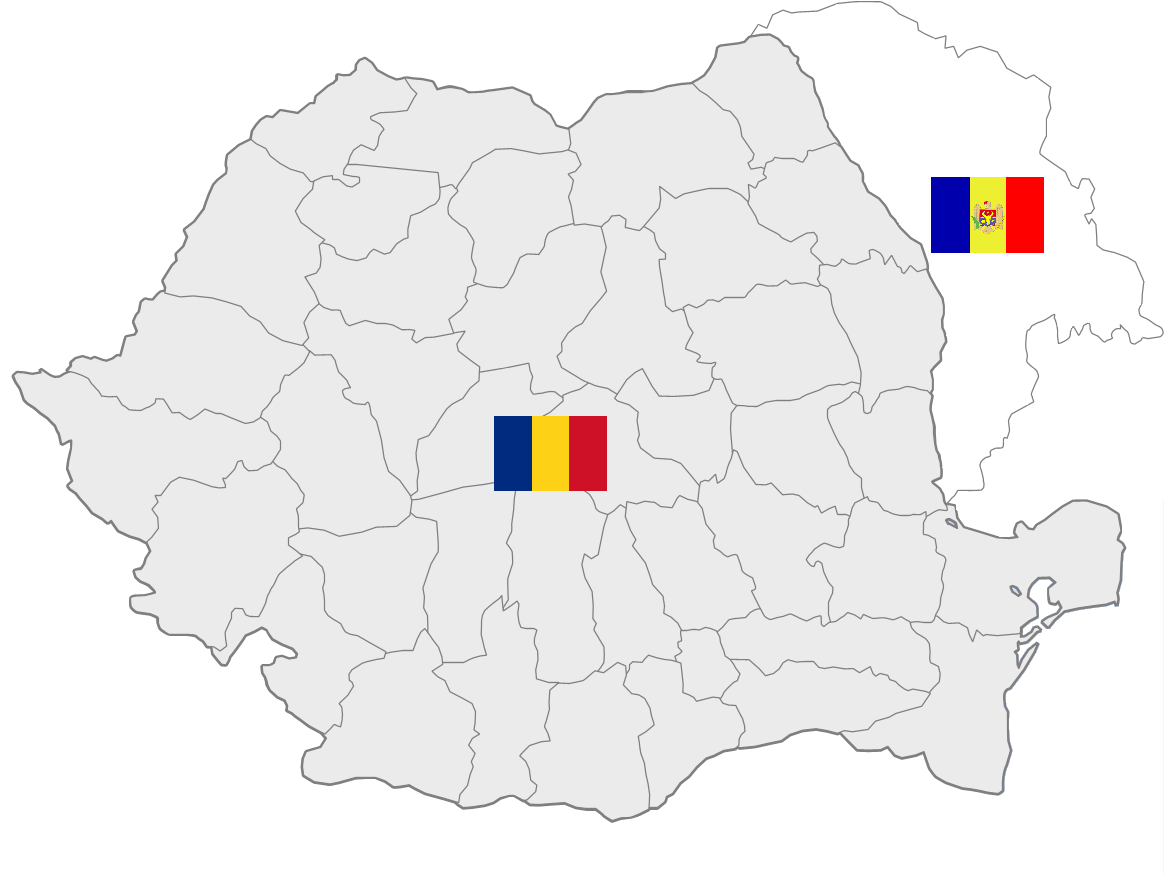
A Roménia e a Moldávia são países vizinhos

O Movimento para a reunificação da Romênia e da Moldávia iniciou-se em ambos os países após a Revolução Romena de 1989 e o início da política de glasnost na União Soviética. A questão da reunificação é recorrente na esfera pública dos dois países, muitas vezes como uma especulação, tanto como um objetivo e um perigo.
Os indivíduos que defendem a unificação são usualmente chamados "unionistas" (unionişti). Alguns apoiam-o como um processo pacífico com base no consentimento dos dois países, outros em nome de um "direito romeno sobre a Bessarábia histórica". Entre aqueles que se opõem a ele, existe um grupo distinto de "Moldovenistas" (moldovenişti), que rejeitam a alegação dos unionistas que moldavos e romenos são um mesmo grupo étnico. Esse movimento é feito por alguns partidos políticos de ambos os países (nomeadamente o partido liberal de cada país) e alguns permaneceram até agora uma minoria do eleitorado nesses países.
O tema da unificação voltou à tona após a Invasão da Ucrânia pela Rússia, iniciada em fevereiro de 2022. Isso porque a Moldávia suspeita que pode vir a ser o próximo alvo da Rússia devido à Transnístria, uma região separatista do território moldavo localizada na fronteira com a Ucrânia que se autodeclarou independente nos anos 1990 e que conta com forte apoio de Moscou. Os temores aumentaram ainda mais após a declaração de generais russos de que o objetivo do Kremlin na guerra é o de ocupar todo o leste e sul da Ucrânia, chegando até à Transnístria. Portanto, a forma mais simples e rápida de a Moldávia se proteger seria se unindo à Romênia, já que este é membro da OTAN e da União Europeia.